# Cadillac Runabout & Tonneau
Cadillac Runabout & Tonneau – seria samochodów osobowych produkowana przez amerykańskie przedsiębiorstwo motoryzacyjne Cadillac w latach 1904 – 1908. 
W każdym kolejnym roku produkcji samochód oferowano pod kolejnymi literami alfabetu jako Model A, Model B aż do Model M. Ponadto, w 1908 roku do sprzedaży trafił także Model S i Model T.

## Dane techniczne Cadillac Model A
- jednocylindrowy 1609 cm³[1]
- Układ zasilania: b.d.
- Średnica cylindra × skok tłoka: b.d.
- Stopień sprężania: b.d.
- Moc maksymalna: 8 KM (6 kW)[1]
- Maksymalny moment obrotowy: b.d.
- Prędkość maksymalna: 48 km/h[1]